# 南阿蘇水之誕生里白水高原車站
南阿蘇水之誕生里白水高原站（日语：／ Minamiaso Mizu-no-Umareru-Sato Hakusui-Kogen eki */?）位於日本熊本縣阿蘇郡南阿蘇村大字中松，是南阿蘇鐵道高森線上的車站。

## 外部連結
- 南阿蘇鐵道 – 南阿蘇水之誕生里白水高原車站 （页面存档备份，存于）（日語）